# Erika Mann
Erika Julia Hedwig Mann (München, 1905. november 9. – Zürich, 1969. augusztus 27.) német író, forgatókönyvíró, újságíró, színésznő, kiadói lektor. Thomas Mann és Katharina Pringsheim első gyermeke, becenevén Eufra.

## Életpályája
Mann „az én tehetséges gyermekemnek” nevezte Erikát, Elisabeth húga mellett ő volt apja kedvence. A kiemelkedő adottságokkal rendelkező lány intenzív életet élt, sokat dolgozott, utazott és élete végére kiégett. Az egy évvel fiatalabb Klaus öccséhez egész életében erősen kötődött. Ők ketten rémületben tartották a szomszédságot, Erika volt mindig a hangadó, és hihetetlen dolgokat tudott állítani. Ricki Hallgartennel és néhány szomszéd gyerekkel pantomim csoportot alakítottak, és otthon a szalonjukban adtak elő színdarabokat.
1924-ben, az érettségi után Berlinben beiratkozott Max Reinhardt színészképző iskolájába, és kisebb szerepeket kezdett játszani. Hamburgban előadták Klaus botrányt okozó darabját egy leszbikus párkapcsolatról, az Anja és Esthert. Ott ismerte meg Gustaf Gründgenst, akihez 1926-ban feleségül ment annak ellenére, hogy Pamela Wedekindet szerette, Frank Wedekind lányát. A házasság három év után zátonyra futott. 1927-ben Klaus öccsével kilenc hónapos világ körüli útra indult. Eljutottak az Egyesült Államokba, Hawaiira, Japánba, Koreába, Kínába és a Szovjetunióba. Utazásukról a Rundherum című közös könyvükben számoltak be. Útjuk alatt Erika rövidebb beszámolókat és glosszákat írt, amelyeket hazatérésük után újságoknak ajánlott. Mivel a színjátszásból nem tudott megélni, különböző német és külföldi újságoknak dolgozott. Munkamániás volt, de nem mulasztotta el a színházi premiereket, a kicsapongó mulatságokat, a farsangi bálokat. Klaushoz hasonlóan ő is kipróbálta a kábítószert, és erősen dohányzott.
1931-ben autószerelést tanult, és Ricki Hallgartennel együtt benevezett az Európát átszelő 10 000 km-es autóversenyre, amit meg is nyertek. Még ugyanabban az évben mellékszerepet játszott a Mädchen in Uniform és a Peter Voss, der Millionendieb című filmekben.
A nacionalizmus erősödése a politika felé irányította. A Szabadság és Béke Nemzetközi Női Ligája gyűlésén a pacifizmus nevében akart felszólalni, de az SA néhány embere megzavarta az összejövetelt, és néhány nap múlva a Völkischer Beobachterben rosszindulatúan megrágalmazták és megfenyegették őt és a szervező Constanze Hallgarten békeaktivistát. Erika hamarosan új ötlettel állt elő. Politikai színezetű irodalmi kabarét indított müncheni színművészekkel, többek között Therese Giehsével. A kabarét Thomas Mann javaslatára nevezték el Borsőrlőnek (Die Pfeffermühle). 1933. január 1-jén tartották első előadásukat a Bonbonniere müncheni éjszakai lokálban. A nagy számú érdeklődő miatt nagyobb termet béreltek, és mindig telt ház előtt játszottak. A látszólag naiv, ártatlan, de kétértelmű dalok, versek és szkeccsek nevetségessé tették a nacionalista eszméket. A Reichstag felgyújtása után letartóztatási hullám kezdődött, és a társulat Svájcba menekült. 1933. szeptember 30-án Zürichben, a Hotel Hirschenben indult újra a kabaré. 1935-től Csehszlovákiában és a Benelux államokban turnéztak.
1935-ben Joseph Goebbels utasítására megfosztották német állampolgárságától. Erika azonban megelőzte őt, mert másnap Londonba utazott, ahol néhány nap múlva, június 15-én látszatházasságot között W. H. Auden angol íróval, és brit állampolgár lett. Auden nagy tisztelője volt Thomas Mannak.
1937 elején New Yorkban próbálkoztak a kabaréval (Peppermill), de a siker elmaradt. A színészek egy része visszatért Európába, Erika maradt, és újságíróként, valamint vándorelőadóként leplezte le a náci ideológiát. Előadásokat tartott főiskolákon, nőegyletekben. 1937 márciusában az American Jewish Congress keretében is mondott beszédet. Egy ideig Martin Gumpert német orvossal és íróval élt együtt, aki el akarta venni feleségül, hogy kiegyensúlyozottabban éljen, és hogy leszokjon a kábítószerről. Erika azonban ragaszkodott függetlenségéhez.
1938 februárjában kezdte meg Thomas Mann amerikai előadókörútját. Tizenöt amerikai városban tartott konferenciát The coming Victory of Democracy címmel. Erika, aki ekkor már többnyire az Egyesült Államokban élt, tolmácsolt a konferenciákat követő beszélgetéseken, vitákon. Még ugyanabban az évben Klaus öccsével Madridból, Barcelonából és Valenciából tudósítottak a spanyol polgárháború eseményeiről. Közben „politikai tankönyveket” írt The other Germany, Don’t make the same mistakes címmel, a náci Németország nevelés- és iskolapolitikájáról School for Barbarians (Zehn Millionen Kinder) és egy dél-német kisváros mindennapjairól The Lights Go Down (Wenn die Lichter ausgehen) címmel. 1940-ben augusztustól októberig a BBC Németországnak sugárzott adásaiban működött közre. 1940/41 telén újabb előadásokat tartott az Egyesült Államokban. 1941-ben júniustól októberig ismét a BBC munkatársa volt, majd előadássorozat következett a tengerentúlon. 1942-ben az Office of War Information hír koordinátoraként dolgozott New Yorkban, és közben két gyermekkönyvet is írt. 1943/44-ben az amerikai hadsereg tisztje, és haditudósítóként volt jelen Európában, Egyiptomban, Iránban és Palesztinában. Visszatérése után újra előadásokat tartott. 
1945/46-ban az Evening Standardnek tudósított a nürnbergi perről. Ő volt az egyetlen újságírónő, aki meglátogathatta a luxemburgi Bad Mondorfban, a Camp Ashcanban fogva tartott náci főbűnösöket. 1946-ban szanatóriumokban és gyógyklinikákon ápolták, az alkohol, a cigaretta, a kábítószer és a fergeteges munkaritmusa aláásták egészségét. Apja tanácsadója lett, és titkárnői feladatokat is ellátott.

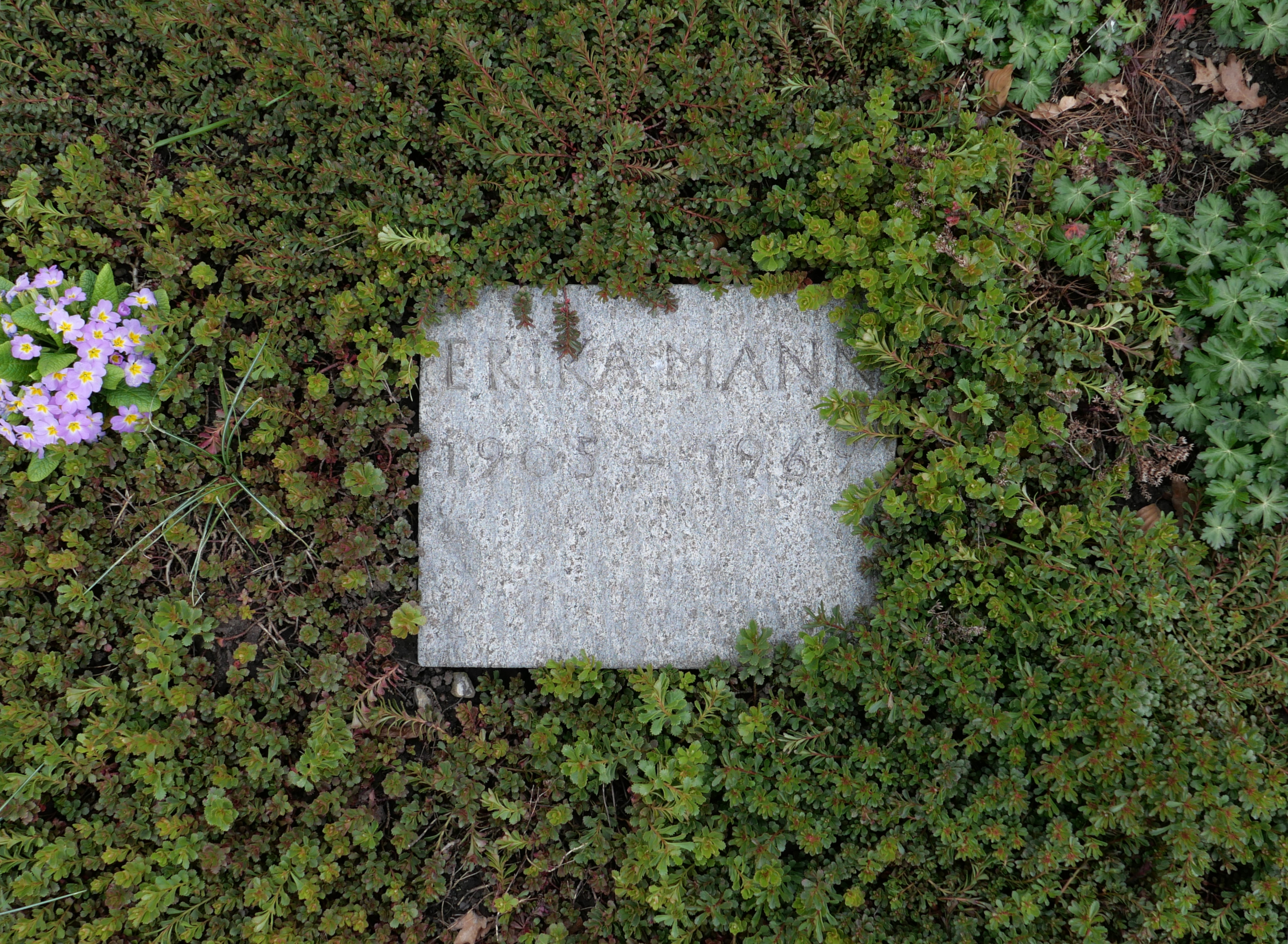
Mann Erika sírja a családi sírban a Kilchberg temetőben.

1947/48 telén visszatért az Egyesült Államokba, és ismét előadásokat tartott. A folytonos politizálása felkeltette az FBI érdeklődését. Figyelték postáját, ismeretségi körében adatokat gyűjtöttek róla. Kommunista ügynöknek tartották, és szexuális perverzióval gyanúsították. Erika felháborodva vonta vissza állampolgársági kérelmét, és szülei tanácsára visszatért Svájcba. Németországtól elidegenedett, ahol nem tartottak igényt újságírói munkájára. 1950-ben írta a Wir Überlebenden figyelemre méltó cikkét, amit Hermann Hesse közbenjárása ellenére sem közölt egyetlen német lap sem. Hollandiában, Svédországban és Dániában lehozták az újságok. Apja halála után az írói hagyatékkal foglalkozott, 1961 és 1965 között kiadta Mann levelezését három kötetben. 1969-ben agydaganat következtében hunyt el.

## Művei
- Zehn jagen Mr. X
- Zehn Millionen Kinder. Die Erziehung der Jugend im Dritten Reich
- Mein Vater, der Zauberer
- Das letzte Jahr. Bericht über meinen Vater
- Briefe und Antworten
- Blitze überm Ozean, Aufsätze, Reden, Reportagen
- Stoffel fliegt übers Meer
- Jan’s Wunderhündchen. Ein Kinderstück in sieben Bildern. (Richard Hallgartennel közösen)
- Ausgerechnet Ich. Ein Lesebuch
- Wenn die Lichter ausgehen. Geschichten aus dem Dritten Reich

### Klaus Mannal közösen írt művek
- Rundherum
- Das Buch von der Riviera
- Escape to Life